# ソーロヒコ駅

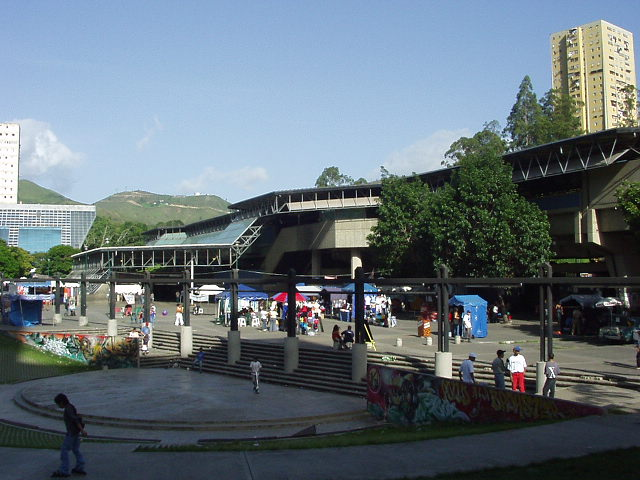
駅前の広場と駅舎 (2004年6月)

ソーロヒコ駅（ソーロヒコえき、Estación Zoologico）はベネズエラのカラカスにあるカラカス地下鉄2号線の駅で、地上にある。首都地区リベルタドル市カリクアオ区にある。

## 駅の構造
ホームは相対式2面2線。改札と切符売り場が地上1階、ホームが地上2階の高架にある。出口は北側に1か所。

## 駅の周辺
駅名の由来であるカリクアオ動物公園は、駅の南東にある。駅の周辺には20階くらいの高層住宅が多く立ち並ぶ。カリクアオ駅からこの駅までの高架下は、カリクアオ歩道として整備されている。

## 歴史
- 1987年10月4日 2号線開通とともに開業。[1]

## 隣の駅
- カリクアオ駅 - ソーロヒコ駅